# Compromiso de 1790
El compromiso de 1790 fue un acuerdo entre Alexander Hamilton, Thomas Jefferson y James Madison en el que Hamilton consiguió que el gobierno federal de los Estados Unidos se hiciera cargo de las deudas de los estados y Jefferson y Madison obtuvieron la capital nacional (el Distrito de Columbia) para el Sur. El compromiso resolvió el punto muerto en el que se encontraba el Congreso: los representantes del Sur estaban en contra de que el Tesoro asumiera las deudas estatales -lo que impedía que se llevase a cabo el programa financiero de Hamilton- y los del norte no deseaban trasladar la capital nacional a la frontera entre Virginia y Maryland. La reunión se sostuvo en 57 Maiden Lane, en el Lower Manhattan de Nueva York.
Thomas Jefferson organizó el encuentro, al que asistieron solo él, Madison y Hamilton. Esto llevó a numerosas especulaciones sobre qué se habló durante el encuentro. El misterio de lo que sucedió en la reunión se popularizó por la canción "The Room Where It Happens", del musical de Broadway Hamilton (Creado por Lin-Manuel Miranda).
El acuerdo posibilitó la aprobación de las leyes de residencia y de financiamiento en julio y agosto de 1790. Según el historiador Jacob Cooke, se considera una de las negociaciones más importantes de la historia estadounidense, solo por debajo del Compromiso de Missouri y el Compromiso de 1850.

## Encuentro

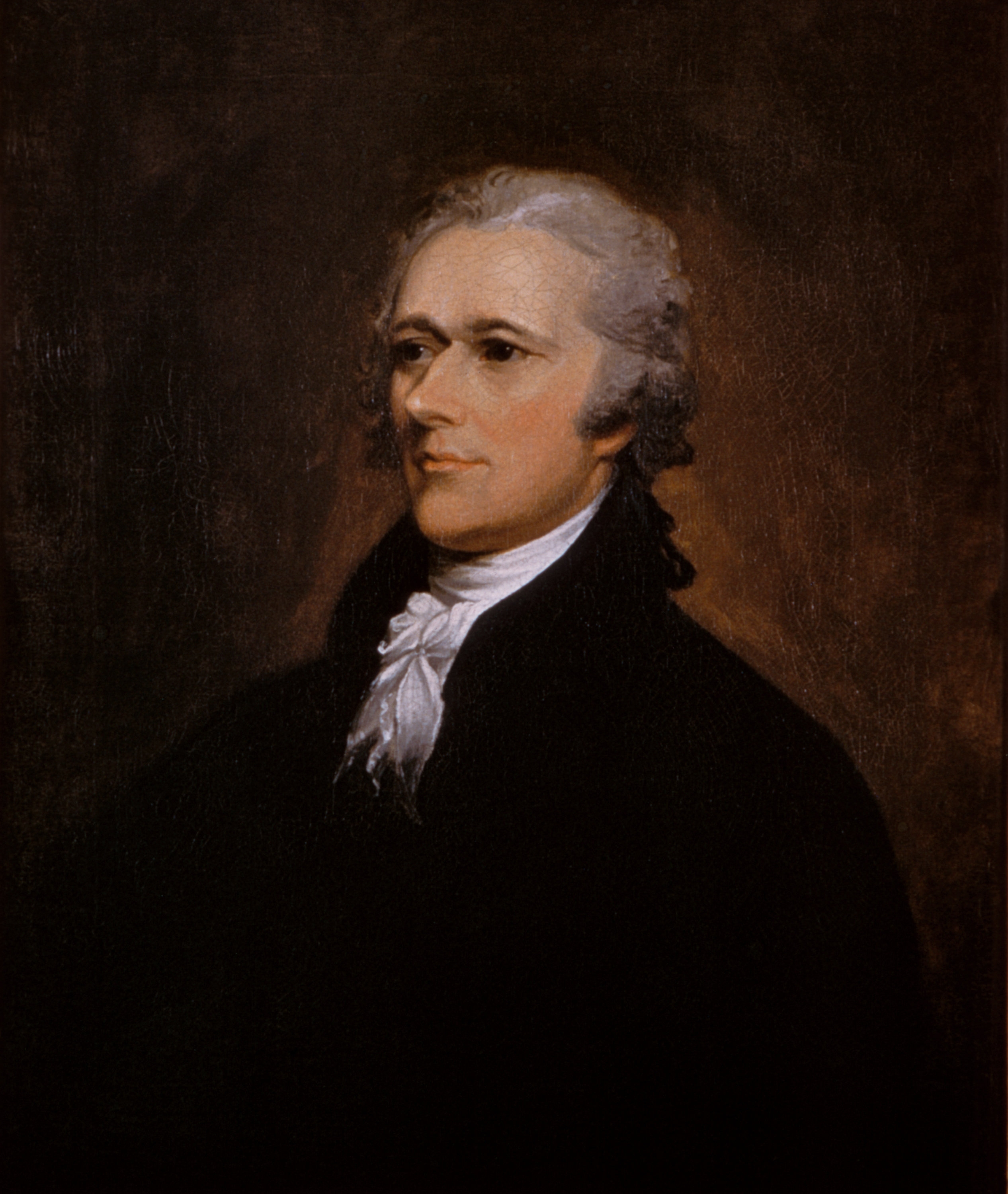
Alexander Hamilton

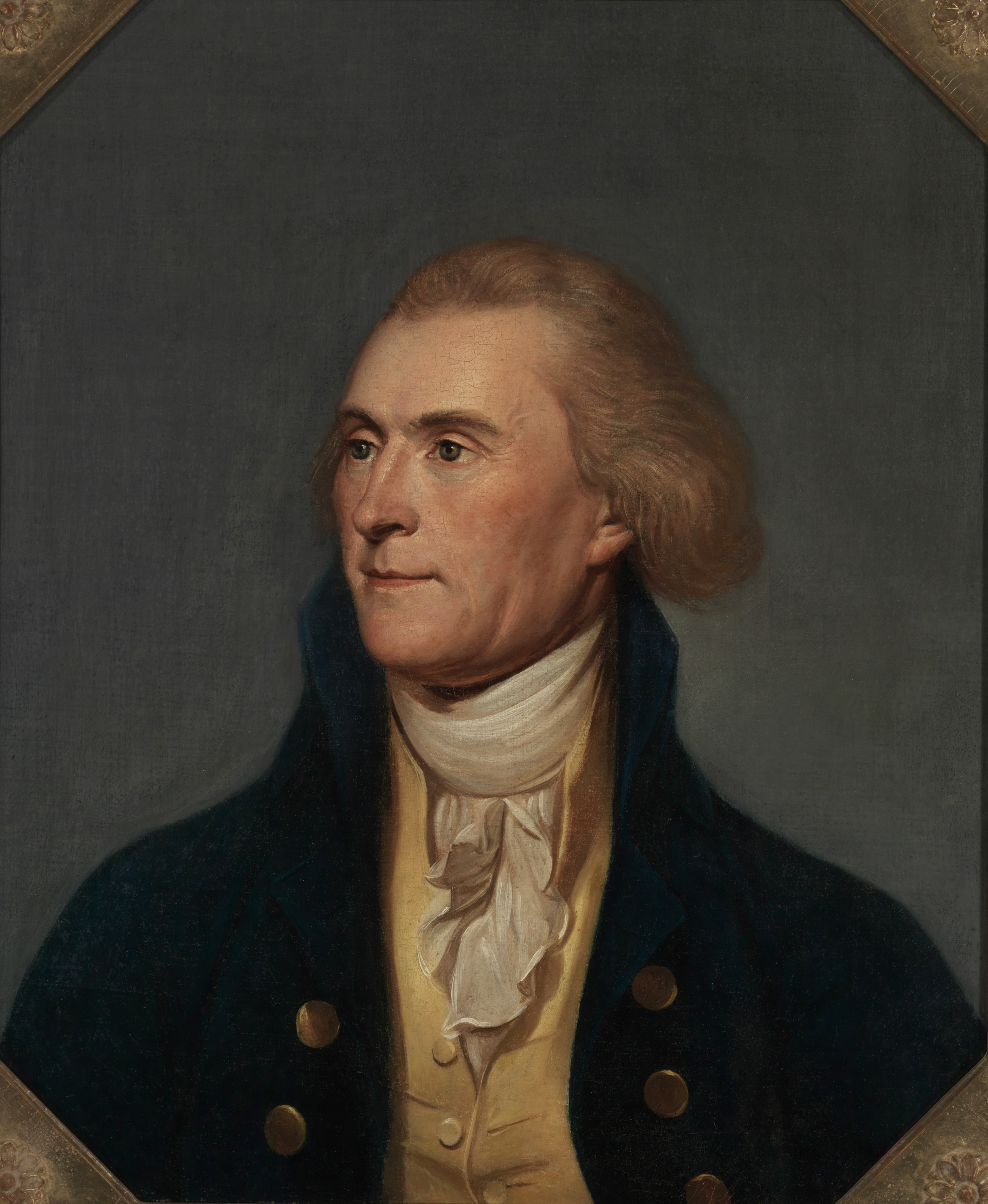
Thomas Jefferson

Tanto los políticos federales como los estatales deseaban solucionar el punto muerto mediante negociaciones no oficiales. Durante el verano de 1790, se llevaron a cabo numerosos encuentros clandestinos y cenas políticas en la ciudad de Nueva York, en esa época la capital nacional temporal.
La "negociación en la mesa del comedor" (dinner table bargain) era crucial en estos intentos de negociar acuerdos. Según un relato proporcionado por el ex Secretario de Estado Thomas Jefferson, dos años antes de la reunión, el Secretario del Tesoro Alexander Hamilton y el miembro de la Cámara de Representantes James Madison habían organizado una cena en privado. En junio de 1790, poco después de que su proyecto financiero fuese rechazado por segunda vez por la Cámara de Representantes, Hamilton, desesperado ante la posibilidad de que su plan fuese saboteado, recurrió a Jefferson para que utilizara su influencia y destrabara el asunto. Según Jefferson, organizó la cena para ambos en su residencia de Nueva York el día 20 de junio de 1790. Esa noche, se llegó a un acuerdo en lo que refería a las crisis de financiamiento y residencia.

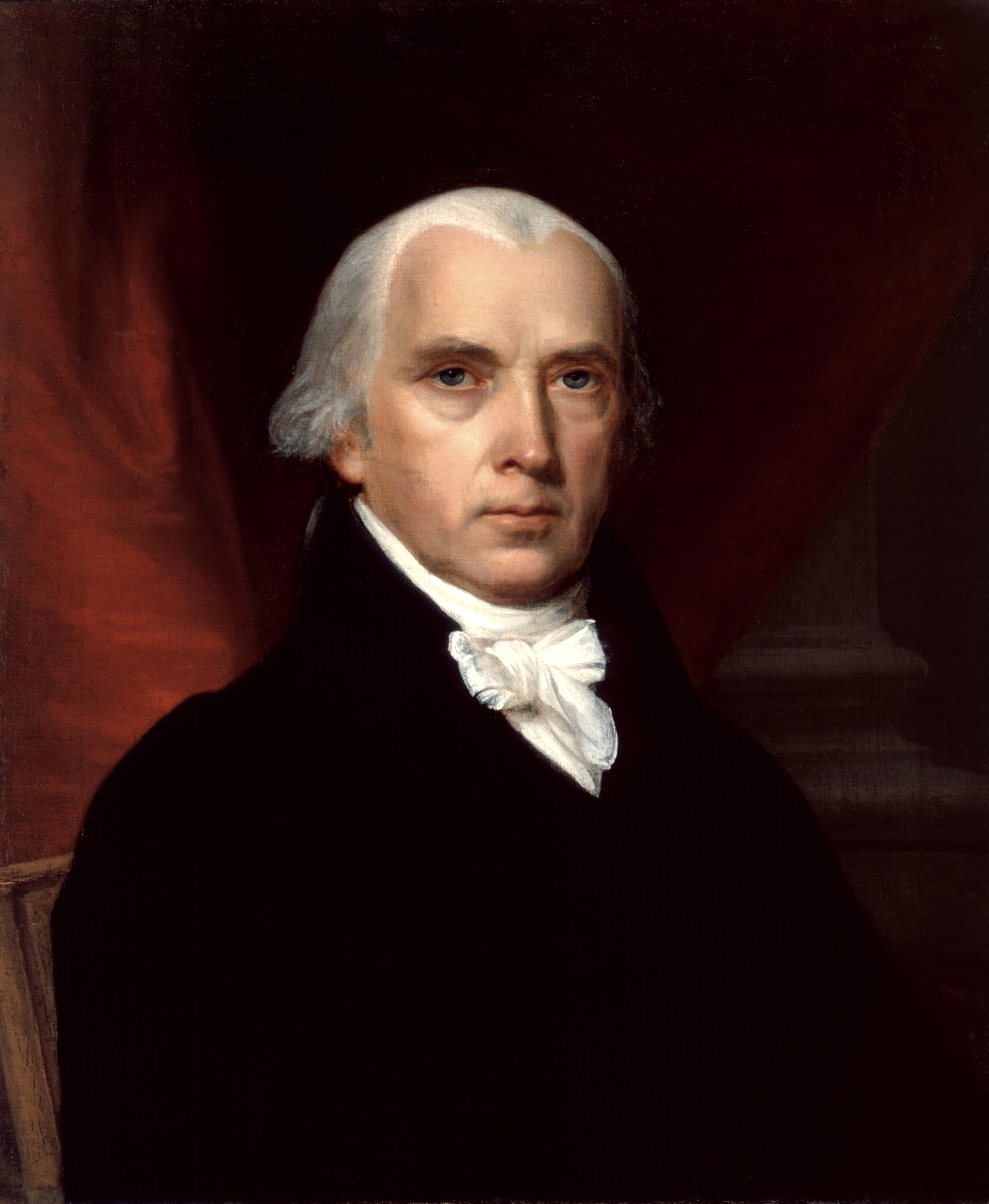
James Madison

La cláusula clave del Primer informe sobre el crédito público, redactado por Hamilton, fue aprobada junto con la ley de financiamiento y sentó las bases para el crédito público. Por su parte, la ley de residencia tuvo como consecuencia el establecimiento de la capital permanente de la nación en los estados agrarios de Maryland y Virginia, en aquella época el centro democrático del país, en lugar de en un centro metropolitano y financiero, como la ciudad de Nueva York o Filadelfia. Jefferson y Madison lograron que Hamilton les asegurara un lucrativo ajuste de deuda para Virginia como parte de la negociación.

## Aceptación de la deuda
Según el historiador Max M. Edling, el punto crítico del acuerdo fue la aceptación de la deuda de los estados por parte del gobierno federal. La ubicación de la capital solo fue una estrategia de negociación. Hamilton propuso que el Tesoro federal pagara por completo las deudas de los estados, contraídas durante la Guerra de independencia. El Tesoro emitiría bonos para que fuesen adquiridos por los más ricos como inversión, atada al éxito del gobierno nacional. Hamilton propuso pagar los nuevos bonos con lo que se obtuviera a través de un nuevo impuesto sobre las importaciones. Al principio, Jefferson aprobó el plan, pero Madison lo convenció de rechazarlo, ya que en su opinión el control federal de la deuda le daría demasiado poder al gobierno nacional. 
Edling señala que después de su aprobación en 1790, el proyecto fue aceptado. Aunque Madison intentó pagarles a los especuladores por debajo del 100%, al final se les pagó por el valor real de las deudas estatales que habían comprado, sin importar cuánto habían pagado por ellas. Cuando Jefferson ganó las elecciones presidenciales, continuó con el sistema. La situación crediticia de Estados Unidos quedó fortalecida, tanto dentro del país como en el mundo, y Hamilton logró que varios de los tenedores de bonos se unieran al nuevo Partido Federalista. El buen crédito le permitió al Secretario del Tesoro de Jefferson, Albert Gallatin, obtener préstamos para financiar la compra de Luisiana en 1803 y la Guerra de 1812.

## En la cultura popular
En el musical Hamilton, creado y protagonizado por Lin-Manuel Miranda, el acuerdo es representado en la canción "The Room Where It Happens", que narra la historia desde la perspectiva de Aaron Burr.